# 查尔斯·德利斯
查尔斯·德利斯（1941年12月9日—）是一位美国生物医学家，波士顿大学教授，是人类基因组计划（HGP）的发起人之一。